# Ефедрові
Ефедрові (Ephedraceae) — родина голонасінних рослин класу гнетоподібні (Gnetopsida). Включає один існуючий рід Ephedra, а також низку вимерлих родів з ранньої крейди.

## Таксономія
Вважається, що Ephedraceae є найбазальнішою групою серед існуючих гнетофітів. Представники родини, зазвичай, ростуть у вигляді кущів і мають маленькі лінійні листки з паралельними жилками. Викопні види Ephedraceae демонструють низку морфологій, що є перехідними між предковими розлогими чоловічими та жіночими репродуктивними структурами та дуже компактними репродуктивними структурами, типовими для сучасних Ephedra. Сучасні представники Ephedra мають або сухі крилаті плівчасті приквітки (змінені листки, які оточують насіння), які поширюються вітром, шкірясте насіння, яке поширюється гризунами, або м’ясисті приквітки, які споживаються в їжу, а потім розвіюються птахами. Деякі вимерлі представники Ephedra з ранньої крейди, такі як Ephedra carnosa, а також Arlenea з ранньої крейди в Бразилії, мають м’ясисті приквітки, що оточують насіння, що свідчить про те, що ці насіння розсіювалиця тваринами.

## Роди
- Ephedra L.
- Arlenea Ribeiro, Yang, Saraiva, Bantim, Calixto Junior et Lima, 2023[4]
- Leongathia V.A. Krassilov, D.L. Dilcher & J.G. Douglas 1998[5]
- Jianchangia Yang, Wang and Ferguson, 2020[6]
- Eamesia Yang, Lin and Ferguson, 2018[7]
- Prognetella Krassilov et Bugdaeva, 1999[8]
- Chengia Yang, Lin & Wang, 2013[9]
- Chaoyangia Duan, 1998[10]
- Eragrosites Cao & Wu, 1998
- Gurvanella Krassilov, 1982
- Alloephedra Tao and Yang, 2003
- Amphiephedra Miki, 1964
- Beipiaoa Dilcher & al, 2001
- Ephedrispermum Rydin, K.R.Pedersen, P.R.Crane et E.M.Friis, 2006
- Ephedrites Guo and Wu, 2000
- Erenia Krassilov, 1982
- Liaoxia[11] Cao et al. 1998
- Dichoephedra Ren et al. 2020[12]
- Laiyangia P.H. Jin, 2024[13]
- ?Pseudoephedra Liu and Wang, 2015[14]